# Paula Trickey
Paula Trickey (Amarillo, 1966) és una actriu dels Estats Units. És coneguda pels seus papers a les sèries de televisió Pacific Blue, Beverly Hills 90210, Renegade, Sliders, One Tree Hill i The O.C., entre d'altres.